# Centro de Investigação em Saúde de Manhiça

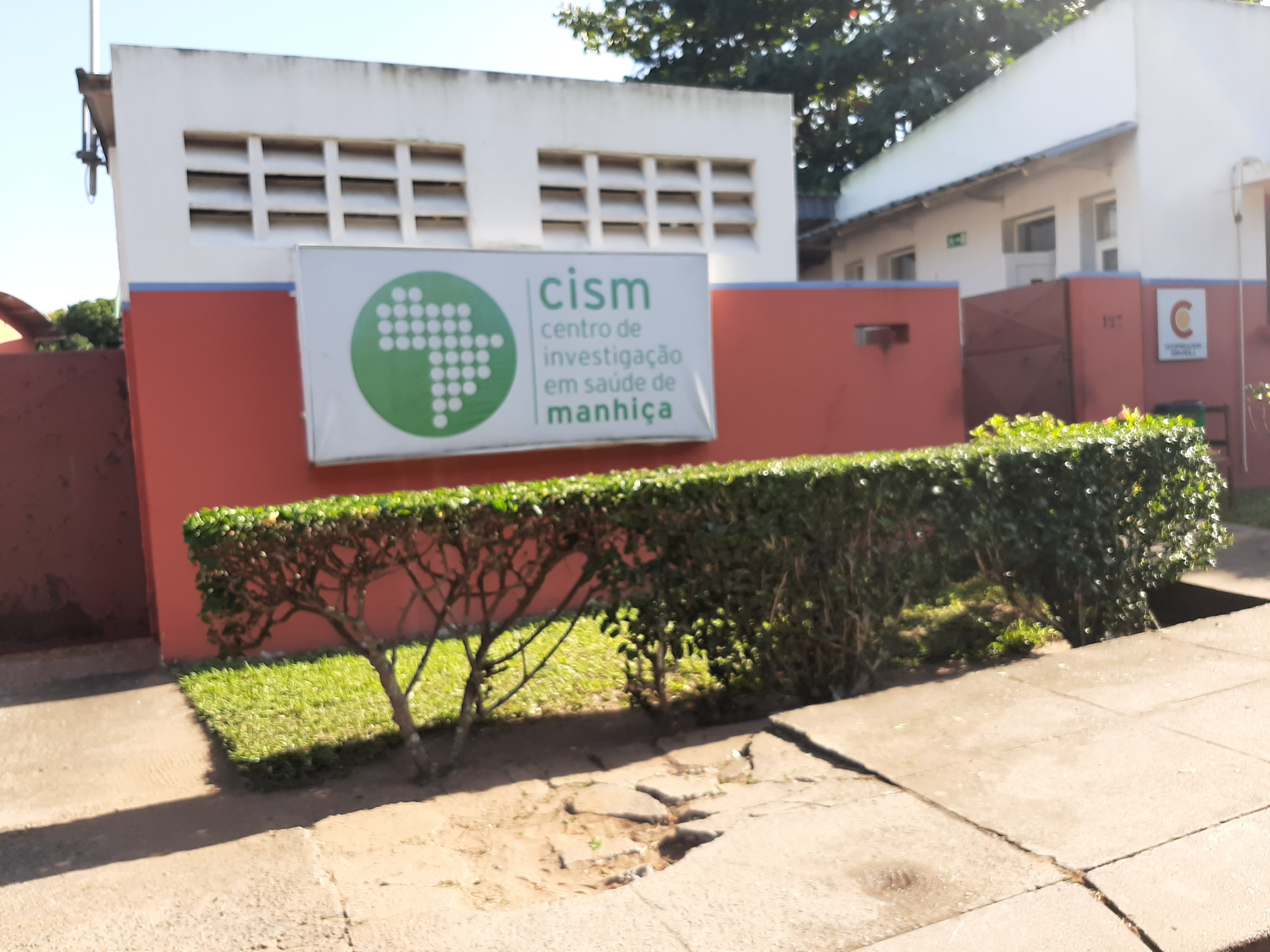
CISM

O Centro de Investigação em Saúde de Manhiça, CISM, criado em 1996, é o primeiro centro de investigação biomédica moçambicano, criado para combater as doenças que são causa e consequência da pobreza desde uma perspectiva inovadora. O CISM é um dos poucos centros de investigação situados numa área rural de África, em contacto directo com os problemas de saúde que afectam a sua população, onde trabalham umas 260 pessoas, a maioria locais, entre pesquisadores e médicos, gestão, administração, brigadas de recolhidas de dados, e logística.
A actividade investigadora do centro orienta-se principalmente a estudar, desde um enfoque multidiciplinar, a malaria, o AIDS, a tuberculose, as pneumonias e as doenças diarreicas. A actividade do CISM desenvolve-se em torno de quatro eixos: 
- Investigação biomédica
- Formação de pesquisadores e pessoal sanitário
- Colaboração com outros centros
- Assistência médica à população.

Ademais, o CISM presta assistência sanitária à comunidade, que se beneficia da presença de pessoal sanitário pesquisador e dos avanços das investigações que se desenvolvem no centro. O CISM também contribui a fortalecer o capital humano do país, especialmente deficitário no âmbito da investigação; para isso desenvolve programas de formação específicos dirigidos a pesquisadores mozambiquenhos, que podem promover e garantir o esforço continuado na luta contra as doenças que geram pobreza em seu próprio país.
Em 2008, o centro criou, também, a Fundação Manhiça a iniciativa dos governos de Espanha e Moçambique, com um conselho ao que pertence Graça Machel, esposa de Mandela. Preside-a Pascoal Mucumbi, ex- Primeiro Ministro do país entre 1994 e 2004. 
A Fundação Príncipe de Astúrias entregou em 2008 o prêmio de Cooperação Internacional a quatro centros africanos de investigação em malaria, entre os que se encontra o Centro de Investigação em Saúde de Manhiça (CISM), codirigido pelo Dr. Pedro L. Alonso e a Dra. Clara Menéndez. Com este galardão reconheceu-se a contribuição destes centros ao desenvolvimento dos países africanos, através de três eixos fundamentais: 
- A investigação biomédica de doenças como a malaria
- A assistência técnica e sanitária
- A formação.

Os outros centros premiados são o Ifakara Health Research and Development Centre (Tanzânia), o Malaria Research and Training Center (Mali), e o Kintampo Health Research Centre (Gana), com os quais o CISM mantém uma estreita colaboração.
Actualmente, o CISM que é uma entidade gerida pela Fundação Manhiça, conta com o Dr. Leonardo Simão, ex-ministro de Saúde e ex-ministro de Negócios Estrangeiros, mas também, conta com um conselho de administração chefiado pelo Dr. Mouzinho Saíde e a Direção Executiva está sob a responsabilidade de Francisco Saúte.